# 함흥 김씨
함흥 김씨(咸平金氏)는 함경남도 함흥시를 본관으로 하는 한국의 성씨이다.

## 역사
시조 김염(金廉)은 정종 (조선) 1년 문과에 급제하여 경승부윤(敬承府尹)을 지냈다. 신라 대보공(大輔公) 김알지(金閼智)의 후예로 추정되나 문헌이 없으므로 선계에 대해서는 정확히 알 수 없다.

## 본관
함흥은 본래 고구려의 옛 땅이었다. 고구려가 나당 연합군에 의하여 멸망한 뒤에는 당나라의 안동도호부(安東都護府)에 예속되었으며 발해가 건국한 뒤에는 발해에 속해 있었다. 그 후 고려 초까지 동여진(東女眞)이 점거하고 있었다. 고려 예종 2년(1107년)에 윤관(尹瓘)이 여진을 정벌하고 1108년 함주대도독부(咸州大都督府)를 설치하여 진동군(鎭東軍)이라 일컫고 성을 쌓아 남계(南界)의 정호(丁戶) 1천 9백 48호를 옮겨 채웠다가, 1109년 성을 철거하고 그 땅을 여진으로 돌려주었다. 그 후 1258년(고종 45) 원(元)나라가 침입하여 합란부(哈蘭府)라 하여 쌍성총관부(雙城摠管府)에 예속시켰다. 1356년(공민왕 5) 유인우(柳仁雨)는 이자춘(李子春)의 내응을 얻어 쌍성을 수복하고 지함주사(知咸州事)를 두었다가 함주 만호부(咸州萬戶府)로 고치고 병영을 설치하였다. 후에 공민왕 18년(1369년)에는 목(牧)으로 승격되었다. 조선 태종 16년(1416년)에는 함흥(咸興)으로 고치고 부(府)로 승격시켜 관찰사의 본영으로 삼았다. 세조 13년(1466년)에 이시애(李施愛)의 난이 일어나자 성종 원년에 군(郡)으로 강등시켰으나 1473년(성종 4년) 다시 부로 복구시켰다. 1895년(고종 32)년 23부제 실시 때 함흥부(咸興府)가 되었다. 1896년 13도제로 개편함에 따라 함경남도 관찰사청(觀察使廳)을 두었으며, 1910년 도청 소재지가 되었다. 해방 이후 함흥시로 승격되었으며 1960년 10월에 함흥직할시로 승격하였다. 그러나 1967년 10월에 함경남도 함흥시로 환원되었다.

## 인물
함흥 김씨는 조선시대 문과 급제자 2명을 배출하였다.
- 김기지(金驥趾) : 조선 연산군 7년(1501년) 신유(辛酉) 식년시(式年試) 3등(三等) 22위로 문과에 급제하여, 관직은 군수(郡守)를 지냈다.

## 인구
대한민국 통계청의 인구조사에 의하면 함흥 김씨는 1985년에는 총 35가구 131명, 2000년에는 총 53가구 187명이 있는 것으로 조사되었다.

## 참고 자료
- “함흥김씨(咸興金氏)”. 뿌리를 찾아서.[깨진 링크(과거 내용 찾기)]